# Polyrhachis retrorsa
Polyrhachis retrorsa é uma espécie de formiga do gênero Polyrhachis, pertencente à subfamília Formicinae.